# Индијан Харбор Бич (Флорида)
Индијан Харбор Бич (енгл. Indian Harbour Beach) град је у америчкој савезној држави Флорида. По попису становништва из 2010. у њему је живело 8.225 становника.

## Демографија
Према попису становништва из 2010. у граду је живело 8.225 становника, што је 73 (0,9%) становника више него 2000. године.
| Група             | 2000.         | 2010.         |
| Белци             | 7.565 (92,8%) | 7.463 (90,7%) |
| Афроамериканци    | 76 (0,9%)     | 72 (0,9%)     |
| Азијати           | 128 (1,6%)    | 137 (1,7%)    |
| Хиспаноамериканци | 267 (3,3%)    | 395 (4,8%)    |
| Укупно            | 8.152         | 8.225         |